# József Alvinczi

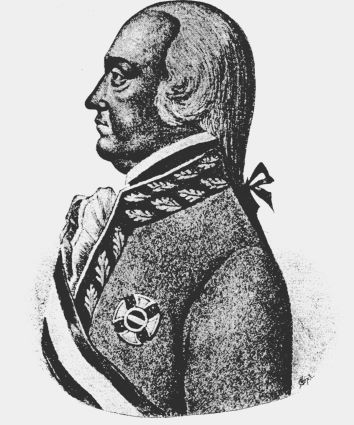
József Alvinczi

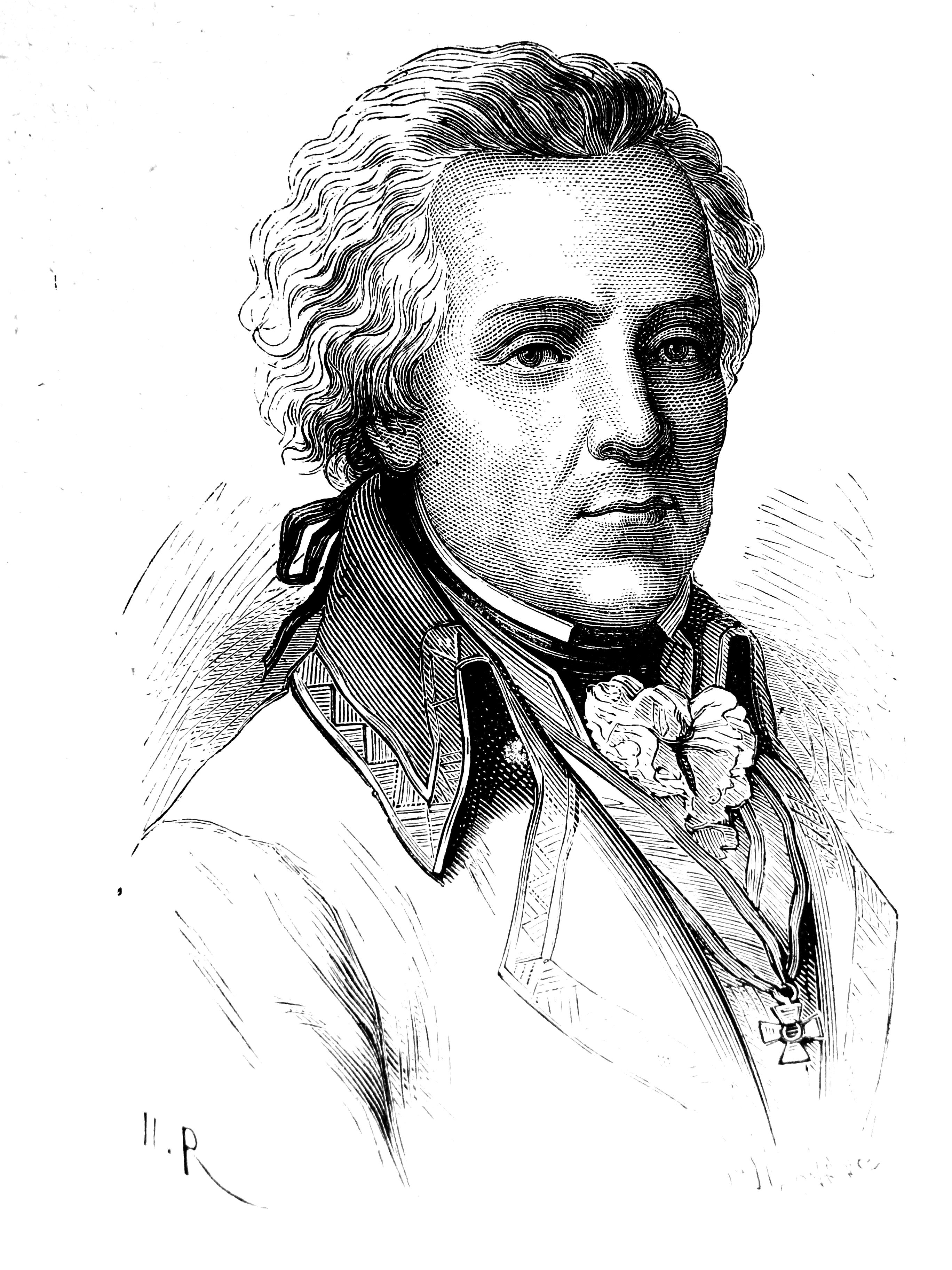
József Alvinczi in Album du Centenaire

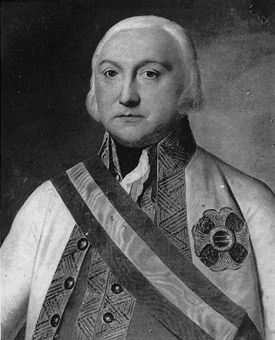
József Alvinczi met de Orde van Maria Theresia

József Alvinczi, Freiherr von Berberek (Alvinc, 1 februari 1735 – Buda, 25 september 1810) was een veldmaarschalk van het keizerrijk Oostenrijk.

## Jeugd
József Alvinczi was etnisch Hongaar, maar werd geboren in het kasteel Winz in de plaats Alvinc in Transsylvanië. Hij groeide op in het gezin van graaf Ferenc Gyulay. Met 14 jaar werd hij vaandrig bij de huzaren. In 1753 werd hij kapitein.

## Zevenjarige Oorlog
In de Zevenjarige Oorlog (1756-1763) leidde Alvinczi een compagnie grenadiers in de slag bij Torgau en de Slag bij Teplitz. Hij werd bevorderd tot majoor.
Na de oorlog voerde hij in heel het leger de nieuwe regels voor excercitie van Franz Moritz von Lacy in.

## Beierse Successieoorlog
In 1774 werd hij kolonel en kreeg hij het bevel over het 19e regiment infanterie in de Beierse Successieoorlog. Hij nam de Bohemerpoort van de stad Habelschwerdt in en nam de Pruisische aanvoerder prins Adolf (Hessen-Philippsthal-Barchfeld) gevangen. Hij werd bevorderd tot generaal-majoor en ontving de Orde van Maria Theresia.

## Russisch-Turkse Oorlog
Alvinczi vocht onder Gideon Ernst von Laudon in de Russisch-Turkse Oorlog (1787-1792), maar kon Belgrado niet innemen. Hij was kort instructeur van de latere Keizer Frans II.

## Brabantse Omwenteling
Alvinczi werd bevorderd tot luitenant-veldmaarschalk en werd naar de Oostenrijkse Nederlanden gestuurd om in de Verenigde Nederlandse Staten de Brabantse Omwenteling van 1790 neer te slaan, maar hij viel van zijn paard en moest zich terugtrekken.

## Eerste Coalitieoorlog
In 1792 bij uitbraak van de Eerste Coalitieoorlog voerde Alvinczi het bevel over een divisie. Hij leidde zijn soldaten naar de overwinning in de Slag bij Neerwinden (1793).
Hij kreeg het bevel over de versterkingen voor het koninkrijk Groot-Brittannië onder Prince Frederick, Duke of York and Albany in de Slag bij Landrecies en de Slag bij Fleurus (1794), maar raakte gewond in de Slag bij Mariolles.
Hij herstelde en werd bevorderd tot Feldzeugmeister, werd raadgever van Willem I der Nederlanden in het ontzet van Charleroi in juni 1793, waarbij twee paarden onder hem doodgeschoten werden. Hij voerde kort het bevel over het leger van de Boven-Rijn, maar werd in 1795 teruggeroepen naar Wenen om te zetelen in de Hofkriegsrat.

## Italiaanse Veldtocht
Eind 1796 kreeg hij het bevel over een expeditieleger dat de Italiaanse Veldtocht van 1796-1797 van Napoleon Bonaparte moest tegenhouden en het beleg van Mantua moest ontzetten.
Alvinczi versloeg Napoleon Bonaparte in de Tweede Slag bij Bassano op 6 november en in de Slag bij Caldiero op 12 november, maar verloor de Slag bij de brug van Arcole van 15 tot 17 november. Hij trok zich terug naar Vicenza. Toen hij vernam dat Paul Freiherr von Davidovich zich terugtrok, trok hij zelf terug tot Bassano. Hij hergroepeerde zijn leger, maar verloor de Slag bij Rivoli van 14 tot 15 januari 1797. Mantua viel kort daarop.

## Hongarije
Alvinczi werd dan militair gouverneur van het koninklijk Hongarije (1526-1867) en kreeg in 1808 een bevordering tot veldmaarschalk.
- Gemeinsame Normdatei: 135708869
- International Standard Name Identifier: 0000 0000 2000 5715
- Virtual International Authority File: 75075754